# Nazionale femminile di calcio della Macedonia del Nord
La nazionale di calcio femminile della Macedonia del Nord  è la rappresentativa calcistica femminile internazionale della Macedonia del Nord, gestita dalla Federazione calcistica della Macedonia del Nord (FFM).
In base alla classifica emessa dalla Fédération Internationale de Football Association (FIFA) il 26 agosto 2016, la nazionale femminile occupa il 115º posto del FIFA/Coca-Cola Women's World Ranking, perdendo una posizione rispetto alla classifica redatta il 24 giugno 2016.
Come membro dell'UEFA partecipa a vari tornei di calcio internazionali, come al Campionato mondiale FIFA e al Campionato europeo UEFA.

## Storia
Partecipa per la prima volta alle qualificazioni per il Campionato europeo femminile di calcio nelle Qualificazioni al campionato europeo femminile di calcio 2009 in cui colleziona tre sconfitte in tre partite contro il Kazakistan, il Galles e le Fær Øer nella prima fase a gruppi. La squadra subisce 14 gol senza segnarne nessuno. Nelle Qualificazioni al campionato europeo femminile di calcio 2013 la Macedonia supera la prima fase a gruppi grazie a due vittorie e un pareggio e viene inserita nel gruppo 1 dove arriva ultima a causa di due pareggi e otto sconfitte. Per le Qualificazioni al campionato europeo femminile di calcio 2017 viene inserita nel gruppo 1 dove però perde tutte e otto le partite.

## Partecipazioni al campionato mondiale
- 1995: non ha partecipato
- 1999: non ha partecipato
- 2003: non ha partecipato
- 2007: non ha partecipato
- 2011: non qualificata
- 2015: non qualificata
- 2019: non qualificata
- 2023: non qualificata

## Partecipazioni al campionato europeo
- 1993: non ha partecipato
- 1995: non ha partecipato
- 1997: non ha partecipato
- 2001: non ha partecipato
- 2005: non ha partecipato
- 2009: non qualificata
- 2013: non qualificata
- 2017: non qualificata
- 2022: non qualificata
- 2025: non qualificata

## Rosa
Calciatrici convocate per le Qualificazioni al campionato europeo femminile di calcio 2013 contro la Grecia il 4 aprile 2012.
| 1  | P | Froska Kostova            | 11 maggio 1988    |  |  | Naše Taksi         |  |  |
| 12 | P | Elena Cakmakoska          | 16 luglio 1990    |  |  |                    |  |  |
|    | P | Vesna Vitanova            | 16 luglio 1990    |  |  | Naše Taksi         |  |  |
|    |   |                           |                   |  |  |                    |  |  |
| 2  | D | Martina Smilkovska        | 22 ottobre 1993   |  |  |                    |  |  |
| 3  | D | Angela Ginovska           | 31 agosto 1993    |  |  |                    |  |  |
| 4  | D | Sijce Andonova            | 27 novembre 1992  |  |  | Turbine Potsdam II |  |  |
| 5  | D | Milka Arsova              | 05 maggio 1989    |  |  | Naše Taksi         |  |  |
| 13 | D | Marina Arsovska           | 16 luglio 1986    |  |  | Naše Taksi         |  |  |
| 17 | D | Tanja Mitrevska           | 27 febbraio 1987  |  |  |                    |  |  |
|    |   |                           |                   |  |  |                    |  |  |
| 6  | C | Katerina Mileska          | 24 febbraio 1989  |  |  | Naše Taksi         |  |  |
| 8  | C | Lenche Andreevska         | 13 agosto 1992    |  |  | Naše Taksi         |  |  |
| 9  | C | Sireta Brahimi (Capitano) | 10 aprile 1982    |  |  | Naše Taksi         |  |  |
| 14 | C | Marjana Naceva            | 16 gennaio 1994   |  |  | Naše Taksi         |  |  |
| 16 | C | Martina Dimkoska          | 18 settembre 1992 |  |  |                    |  |  |
| 18 | C | Mladena Petrova           | 02 ottobre 1993   |  |  |                    |  |  |
|    |   |                           |                   |  |  |                    |  |  |
| 7  | A | Gentjana Rochi            | 17 settembre 1994 |  |  | Naše Taksi         |  |  |
| 10 | A | Nataša Andonova           | 04 dicembre 1993  |  |  | Turbine Potsdam    |  |  |
| 11 | A | Afrodita Salihi           | 11 aprile 1989    |  |  |                    |  |  |